# Ryn Weaver
Erin Michelle Wüthrich (Encinitas, 10 de agosto de 1992), conhecida artisticamente como Ryn Weaver, é uma cantora e compositora norte-americana.